# لازلو ساروسي
لازلو ساروسي (بالمجرية: Sárosi László)‏ (بالمجرية: László Sárosi)، (من مواليد 27 فبراير 1932 - 2 أبريل 2016)، لاعب كرة قدم هنغاري سابق. لعب مع منتخب هنغاريا لكرة القدم.

## مسيرته الكروية
لعب لازلو ساروسي خلال مسيرته الاحترافية مع نادِ واحدٍ في تسعة عشر موسمًا وسجل خلالها 25 هدفًا ضمن 315 مباراة. ولم يفز بأي موسم بالكأس وفاز في خمسة مواسم بالدوري.
خاض لازلو ساروسي مسيرته مع نادي فاساس في موسم 1949–50 ليلعب معه تسعة عشر موسمًا، مشاركًا في 315 مباراة سجل خلالها 25 هدفًا.

## روابط خارجية
- لازلو ساروسي على موقع قاعدة بيانات كرة القدم.إي يو (الإنجليزية)
- لازلو ساروسي على موقع ناشيونال فوتبول تيمز (الإنجليزية)
- لازلو ساروسي على موقع عالم كرة القدم.نت (الإنجليزية)